# 桐明衝
桐明 衝（きりあけ しょう、1995年1月12日 - ）は、日本の男性声優。

## 来歴
プロ・フィット声優養成所を卒業後、同事務所に所属する。2022年4月1日付で所属していたプロ・フィットが同年3月末を以てマネジメント事業を終了したことに伴い、ラクーンドッグへ移籍。
2022年10月31日付けでラクーンドッグを退所。現在はフリー。

## 出演

### アニメ
- citrus（2018年、男性教師A）

### ゲーム
- WAR OF BRAINS（2016年、双警機 アルト=オルト）
- トリックスター〜召喚士になりたい〜（2017年、ヘンリー[7]）
- ORDINAL STRATA -オーディナル ストラータ-（2018年、シュルト[8]）
- スターリィパレット（2018年、暮内ゆうひ[9]）
- ラスト・エリュシオン（2018年、ブラッド[10]）
- ムービーマスター（2019年[11]）
- キャプテン翼 RISE OF NEW CHAMPIONS（2020年）

### ドラマCD
- 踊る星降るレネシクル（2015年、観衆[1]）※小説第6巻ドラマCD付き限定特装版

### BLCD
- 愛の本能に従え!（2020年、新入生[12]）

### デジタルコミック
- オンラインの羊たち（2019年、クラスメイト[13]）

### その他コンテンツ
- ゲーム PROJECT X ZONE 2:BRAVE NEW WORLD ギター演奏（2015年）[1]
- ＃コンパス 短編アニメ ジャンヌダルク 絆（2019年、ジル・ド・レ[14]）

## ディスコグラフィ

### キャラクターソング
| 発売日         | 商品名                | 歌                                                                 | 楽曲                      | 備考                               |
| -------------- | --------------------- | ------------------------------------------------------------------ | ------------------------- | ---------------------------------- |
| 2018年7月20日  | Re←START              | stirRhythm                                                         | 「Re←START」              | ゲーム『スターリィパレット』関連曲 |
| 2018年8月20日  | 尋常に、凛として      | stirRhythm                                                         | 「尋常に、凛として」      | ゲーム『スターリィパレット』関連曲 |
| 2018年10月26日 | Give me 5             | stirRhythm                                                         | 「Give me 5」             | ゲーム『スターリィパレット』関連曲 |
| 2018年11月10日 | Let’s Go! Fairyland!! | 五十嵐一雪（榎木淳弥）、暮内ゆうひ（桐明衝）、櫻井桃真（蒼井翔太） | 「Let’s Go! Fairyland!!」 | ゲーム『スターリィパレット』関連曲 |

### ユニットメンバー
1. ↑  星野紅葉（鈴木裕斗）、辻石海都（増田俊樹）、五十嵐一雪（榎木淳弥）、向日葵（河本啓佑）、紫藤董哉（木村昴）、暮内ゆうひ（桐明衝）、櫻井桃真（蒼井翔太）、有墨昴（伊原辰）、浅田葉一（小野友樹）